# کیول-اولپوتا
کیول-اولپوتا (به لاتین: Kiul-ulpota) یک منطقهٔ مسکونی در سری‌لانکا است که در استان مرکزی (سری‌لانکا) واقع شده‌است.